# Dúné
Dúné war eine vierköpfige (vor November 2010 siebenköpfige) dänische Rockgruppe.

## Bandgeschichte
Gegründet wurde Dúné 2001 in der Stadt Skive. Dort hatten die Musiker gemeinsam das Gymnasium besucht. Der musikalische Stil ist am britischen Indie-Rock angelehnt, nimmt aber auch Einflüsse der Popmusik der 1980er und der Punkmusik der 1970er Jahre auf.
Nach einigen Demoaufnahmen gelang der Band in ihrer Heimat mit der Ende 2006 veröffentlichten Debütsingle Bloodlines der Durchbruch. Bei der Verleihung der jährlichen Musikpreise des Radiosenders P3 wurden sie als Talent des Jahres nominiert.
Im Sommer 2007 traten Dúné beim Roskilde-Festival und im Kopenhagener Tivoli auf. Im Herbst des gleichen Jahres erschien das Debütalbum der Band. 2008 supporten sie Panic at the Disco bei ihrer Deutschlandtour. Außerdem spielten sie bei einigen Konzerten als Vorband für Die Ärzte bei ihrer Jazzfäst-Tour 2008.
Im August 2009 erschien ihr Album Enter Metropolis, welches von Jakob Hansen produziert wurde.
2010 erschien ein 80-minütiger Dokumentarfilm über Dúné, der als DVD unter dem Namen Stages veröffentlicht wurde. Regie führte Uffe Truust.
Im November 2010 verließ Anne Cecilie Dyrberg die Band und im Mai 2011 Schlagzeuger Malte Aarup-Sørensen.
Im August 2018 gab die Band über ihre Facebookseite die Auflösung bekannt.

## Diskografie
Alben
- 2007: We Are in There You Are Out Here
- 2009: Enter Metropolis
- 2013: Wild Hearts
- 2016: Delta

Singles
- 2006: Bloodlines (EP)
- 2007: Dry Lips
- 2007: A Blast Beat (Nur in Dänemark)
- 2008: 80 Years
- 2009: Victim of the City
- 2009: Heat
- 2009: Let Go of Your Love
- 2010: Please Bring Me Back
- 2010: Leaving Metropolis (EP)
- 2010: Heiress of Valentina (Princess)
- 2013: Hell No
- 2013: All That I Have
- 2013: The Sun Over Green Hills
- 2013: Let's Spend the Night Together
- 2016: Never Be Alone

Demos
- 2003: Let's Jump
- 2004: Rock, Synth 'n' Roll (EP)
- 2005: Go Go Robot (EP)